# Mandaguaçu
Mandaguaçu es un municipio brasileño del estado del Paraná. Se localiza en la Región Metropolitana de Maringá.
Fue creado a través de la Ley Estatal n.º 790, del 14 de noviembre de 1951, e instalado el 14 de diciembre de 1952 y separado de Mandaguari.

## Geografía
Posee un área de 294 km². Se localiza a una latitud 23°20′49″ sur y a una longitud 52°05'42" oeste, estando a una altitud de 580 metros. Su población estimada en 2005 era de 18.163 habitantes.

### Demografía
Datos del censo - 2000
Población Total: 16 828
- Urbana: 14 113
- Rural: 2715
- Hombres: 8409
- Mujeres: 8419

Población Total: 19 284
Índice de Desarrollo Humano Municipal (IDH-M): 0,762
- Idh salario: 0,686
- Idh longevidad: 0,743
- Idh educación: 0,858

## Administración
- Prefecto: Ismael Ibrahim Fouani. (2009-2012)
- Viceprefecto: Dermeval Antonio Cavalaro (2009-2012)
- Presidente de la Cámara: Arnaldo Mayer Rocco (2009-2010)